# Parsons The New School for Design
Pour les articles homonymes, voir Parsons.
Parsons The New School for Design (ou Parsons) est une école de design affiliée depuis 1970 à The New School, également connue sous l’ancien nom New School University. Le principal campus de l’école se trouve dans le quartier de Greenwich Village à New York. Environ 3 100 étudiants de premier cycle et 400 étudiants de deuxième cycle la fréquentent. D’autres campus se trouvent à l’étranger, dont celui de Parsons Paris, rue Saint-Roch.

## Histoire
C’est le peintre impressionniste William Merritt Chase qui fonde la Chase School en 1896 ; elle change de nom en 1902 pour devenir la New York School of Art.
Frank Alvah Parsons intègre la faculté en 1904. Il en devint l’administrateur en 1907 et élargit les formations proposées aux étudiants au design et à la publicité. En 1909, l’école est renommée New York School of Fine and Applied Art. Parsons en devient le directeur entre 1911 et 1930. Son successeur, William Macdougal Odom, établit et dirige une école affiliée à Paris en 1921, Paris Ateliers (Ateliers de Paris), puis rebaptise l’école de New York en 1941, the Parsons School of Design.
L'un des enseignants de l'école, David Caroll (également professeur agrégé de droit mais enseignant ici le design de l'information est l'un des lanceurs d'alerte qui ont conduit à la révélation du Scandale Facebook-Cambridge Analytica/AggregateIQ (il est à ce titre l'un des personnages clés du documentaire The Great Hack : l'affaire Cambridge Analytica) à l'Université de New York.

## Formations
Parsons comprend :
- School of Art and Design History and Theory
- School of Art, Media, and Technology
- School of Constructed Environments
- School of Design Strategies
- School of Fashion

## Anciens élèves
- Adolph Gottlieb (peintre)
- Isaac Mizrahi (styliste)
- Paget Brewster (actrice)
- Barbara Kruger (artiste conceptuelle)
- Anna Sui (styliste)
- Kevin Appel (en) (peintre)
- Norman Rockwell (peintre)
- Jasper Johns (peintre)
- Ai Wei Wei
- Stephen Dwoskin (cinéaste)
- Julie Umerle (peintre)
- Marc Jacobs[5] (styliste)
- Donna Karan[5] (styliste)
- Tom Ford[5] (styliste)
- Steven Meisel[5] (photographe)
- Matthew McCaslin (artiste)
- Macy Rodman (chanteuse)
- Dimitar Lukanov (en) (sculpteur)
- Ryan Mendoza (en) (peintre)
- Kenneth Paul Block, illustrateur de mode[6]
- Sara Öhrvall (femme d'affaires)
- Patrick Robinson (en) (directeur artistique GAP)
- Narciso Rodriguez[7]
- Kozumi Shinozawa (mangaka)
- Danielle Steel (écrivaine)
- Howard Tangye
- Alexander Wang (styliste)
- Steven Parrino (peintre)
- Yeohlee Teng (styliste)
- Kristin McKirdy (céramiste)
- Derrick Borte (cinéaste)